# Isla Quiroga
La isla Quiroga (anteriormente también llamada isla Margot) es una isla marítima ubicada dentro de la ría Deseado, en el Departamento Deseado, de la provincia de Santa Cruz, Patagonia argentina. Se halla en la margen norte de la ría, separada de la costa continental por un estrecho canal de 100 metros de ancho. Se encuentra a sólo 2,3 kilómetros en línea recta de la ciudad de Puerto Deseado, y está separada de la isla Quinta por un canal de 80 metros al oeste, y de la isla de los Leones por otro canal al sur de 300 metros de ancho. 

## Toponimia
El nombre de la isla es en honor del padre José Quiroga. Este jesuita formó parte de la expedición realizada en el año 1745 organizada por el gobernador del Río de la Plata, José Andonaegui. Andonaegui encomendó a los jesuitas José Cardiel, Matías Strobel y José Quiroga realizar la expedición a la Patagonia. El 16 de diciembre de 1745 los tres sacerdotes partieron de Buenos Aires en el barco San Antonio que iba al mando del capitán Joaquín Olivares y Centeno, alcanzando Puerto Deseado el 6 de enero de 1746, luego de realizar exploraciones, cinco días después continúan hacia el sur. Luego de recorrer la zona de la bahía de San Julián, Río Coig y Cabo Vírgenes regresaron a Buenos Aires a donde llegaron el 4 de abril de 1746. En el pasado, esta isla también fue isla Margot.

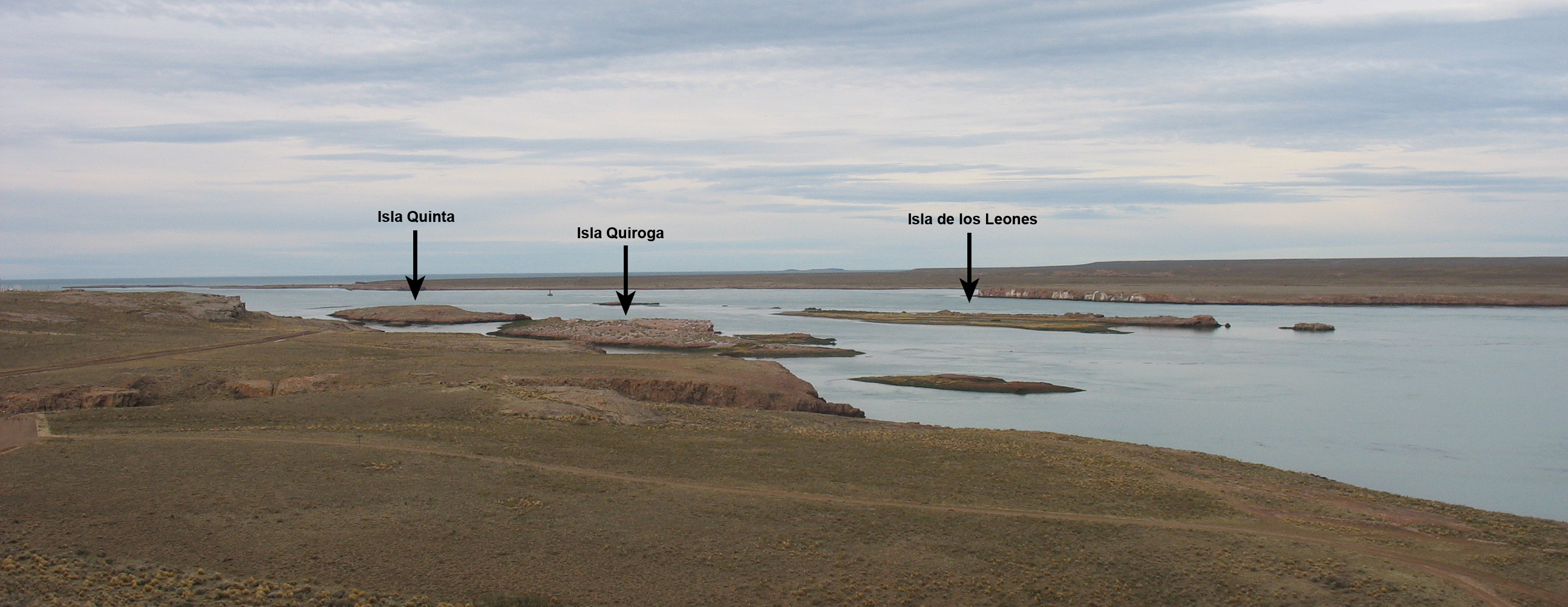
Islas Quinta, Quiroga y de los Leones, vista hacia el sur desde la margen norte de la ría Deseado. Al fondo y por detrás, se observa la margen sur de la ría y la barranca de los cormoranes de la isla Elena.

## Geomorfología
Se trata en realidad de un islote rocoso desprovisto de vegetación. Las dimensiones de la isla son: 500 metros de largo máximo en sentido este-oeste (paralelo a la línea de costa), y 80 metros de ancho máximo en sentido nrote-sur. La topografía de la isla es, a pesar de su pequeño tamaño, muy cambiante, ya que de este a oeste el terreno se va elevando paulatinamente hasta culminar en afloramientos rocosos. El extremo oeste de la isla remata en una explanada casi a nivel del agua. La costa sur es baja, mientras que la norte degrada en pequeñas pendientes.

## Flora
Existe un sector con vegetación de Suaeda divaricata muy densa y matas de Atriplex sp. dispuestas en el resto de la isla. En el cordón costero domina la Salicornia hialina.

## Fauna
En dicha isla nidifican el pingüino de Magallanes (Spheniscus magellanicus), de los cuales se han contabilizado a mediados de la década de 1990 760 parejas reproductivas. También se han registrado la presencia de colonias de nidificación de gaviotas cocineras (Larus dominicanus), gaviotín Sudamericano (Sterna hirundinacea), pato vapor volador (Tachyeres patachonicus) y pato crestón (Anas specularoides).

## Esparcimiento
Esta isla ha sido utilizada frecuentemente para la pesca y la recolección de huevos de gaviota cocinera.